# Staré Prachatice
Staré Prachatice jsou část města Prachatice v okrese Prachatice v Jihočeském kraji. Leží jeden kilometr severně od Prachatic v nadmořské výšce 570 metrů.

## Historie
Jak dokládají archeologické nálezy, bylo území Prachaticka osídleno již v pravěku skupinkami sběračů a lovců a to přibližně v pozdním paleolitu a mezolitu (10.–6. tisíciletí př. n. l.). Další důkazy osídlení (sekyrka, etážovitá nádoba a hrot kopí z knovízské kultury) jsou až z mladší doby bronzové a dále i z doby železné. Z doby římské a ze stěhování národů pochází zatím jediný nález: římská mince.
První písemná zmínka o vesnici pochází z roku 1088. Nejstarší středověká osada předcházející dnešním Prachaticím vznikla v 9.–10. století právě v místě dnešních Starých Prachatic a Ostrova. Nejspíše již v té době byla svázána s významnou obchodní trasou později známou jako Zlatá stezka. Tato osada byla pod správou Vyšehradské kapituly a její význam rostl, čehož je důkazem stavba kamenného kostela (dnešní kostel svatého Petra a Pavla) na sklonku 11. nebo ve 12. století. Není vyloučeno, že se v jeho blízkosti nacházelo feudální sídlo jako centrum místní správy pro vybírání cla, ale díky strategické poloze nejspíš i kvůli obraně tohoto místa.
V průběhu 13. století nejspíše přestala vyhovovat poloha osady a tak za účelem vystavění města v úplném slova smyslu bylo hledáno místo s lepšími podmínkami. Po uskutečnění tohoto záměru ztratila osada na významnosti a v roce 1370 je uváděna již jako Staré Prachatice.

## Obyvatelstvo
| Rok            | 1869 | 1880 | 1890 | 1900 | 1910 | 1921 | 1930 | 1950 | 1961 | 1970 | 1980 | 1991 | 2001 | 2011 | 2021 |
| -------------- | ---- | ---- | ---- | ---- | ---- | ---- | ---- | ---- | ---- | ---- | ---- | ---- | ---- | ---- | ---- |
| Počet obyvatel | 131  | 146  | 120  | 123  | 134  | 116  | 110  | 89   | 95   | 95   | 76   | 79   | 74   | 73   | 114  |
| Počet domů     | 19   | 20   | 20   | 20   | 21   | 20   | 22   | 21   | 21   | 21   | 20   | 25   | 26   | 28   | 40   |

## Obecní správa
Při sčítání lidu v letech 1850–1879 Staré Prachatice byly osadou obce Ostrov v okrese Prachatice. V letech 1880–1959 byly samostatnou obcí v okrese Prachatice. Od roku 1960 jsou částí města Prachatice ve stejnojmenném okrese. V letech 1880–1959 k obci patřily Městská Lhotka a Ostrov.

## Pamětihodnosti
- Kostel svatého Petra a Pavla
- Gotický portálek usedlosti čp. 1[7]
- Kamenný jednoobloukový most